# Рахункові палички

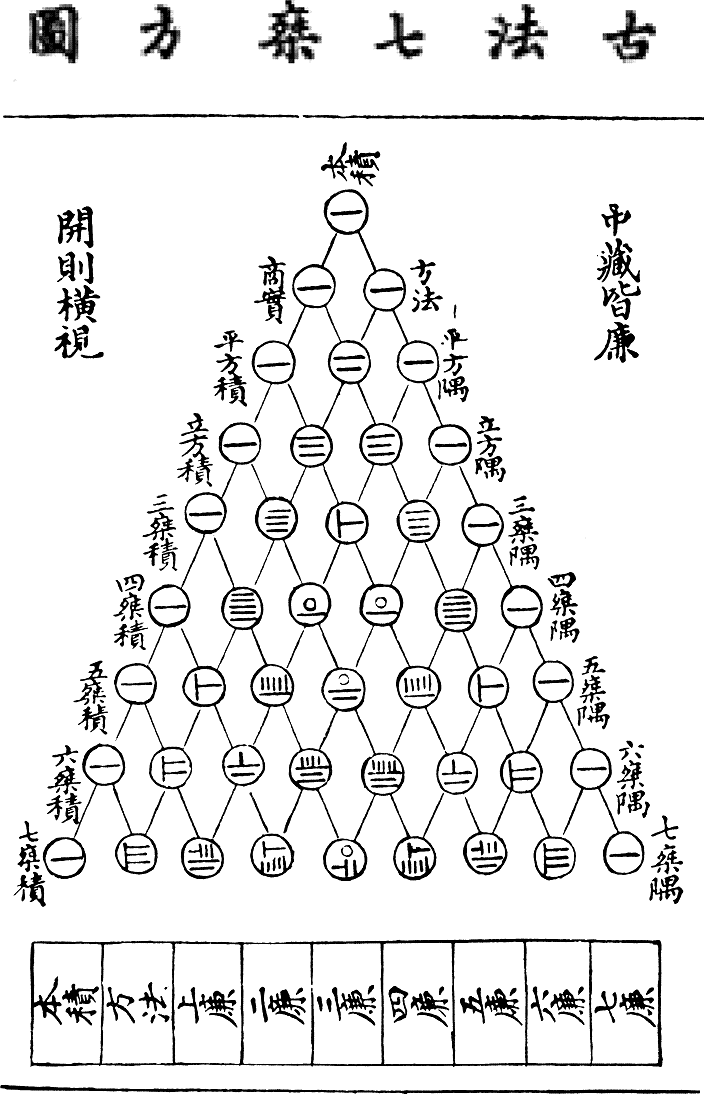
Трикутник Ян Хуея (Паскаля), як його описує Чжу Шицзе в 1303, використовуючи рахункові палички.

Рахунко́ві па́лички, лічи́льні па́лички — палички для лічби, рахівництва. Виготовляються з дерева, металів, пластику, тощо. Один із найдавніших пристроїв для обчислень. Використовуються для навчання рахівництву та обчислювальних операцій. Рахункові палички також використовуються в методиці Монтессорі, методиці Зайцева та інших методиках раннього розвитку, для навчання дошкільнят і як розвіваючи іграшки. Можуть використовуватися в деяких іграх — наприклад маджонг.

## Історія
Рахункові палички дуже давно використовувалися в Китаї, в тому числі — для запису символів і ієрогліфів, проте потім були заборонені там. У Японії безперервно використовувалися довгий час і навіть стали символом алгебри. Також були популярні в Кореї і В'єтнамі.
Спочатку рахункові палички могли використовуватися для простих обчислень, представляючи числа від 1 до 9, проте потім їх розвиток призвів до того, що з'явилися позначення нуля і ціла символічна мова математики. За допомогою рахункових паличок та лічильної дошки проводили складні обчислення з дробами, фракталами і від'ємними числами (для відображення останніх використовувалися або палички іншого кольору, або особливі форми запису).

## Різновиди
Сьогодні на ринку є безліч різних типів (різної комплектності набору, форми, довжини, кольору, матеріалу) і видів рахункових паличок. Найпопулярніші «палички Кюїзенера».

## Приклади подання чисел
|               | 0 | 1 | 2 | 3 | 4 | 5 | 6 | 7 | 8 | 9 |
| ------------- | - | - | - | - | - | - | - | - | - | - |
| Вертикальні   |   |   |   |   |   |   |   |   |   |   |
| Горизонтальні |   |   |   |   |   |   |   |   |   |   |

|             | −0 | −1 | −2 | −3 | −4 | −5 | −6 | −7 | −8 | −9 |
| ----------- | -- | -- | -- | -- | -- | -- | -- | -- | -- | -- |
| Вертикальні |    |    |    |    |    |    |    |    |    |    |

|       | Traditional | Southern Song |
| ----- | ----------- | ------------- |
| 231   |             |               |
| 5089  |             |               |
| −407  |             |               |
| −6720 |             |               |